# 真利子哲也
真利子 哲也（まりこ てつや、1981年7月12日 - ）は、日本の映画監督である。
法政大学文学部日本文学科卒業。東京藝術大学大学院映像研究科修了。

## 経歴
1981年、東京都に生まれる。法政大学在学中より8ミリ映画を撮り始め、2003年に『極東のマンション』、2004年に『マリコ三十騎』を監督し、ゆうばり国際ファンタスティック映画祭で2年連続グランプリや第7回京都国際学生映画祭でグランプリを受賞するなど9つの映画祭で賞を受賞し高い評価を受ける。その後、冨永昌敬、小林政広といった映画監督のメイキングディレクターを務め、東京藝術大学大学院映像研究科に入学。
2009年、東京芸術大学大学院修了作品として監督した初の長編映画『イエローキッド』が海外の映画祭で高い評価を受け、修了制作作品ながら異例の一般公開となった。2011年、『NINIFUNI』が第64回ロカルノ国際映画祭のコンペティション部門に招待される。
2016年、『ディストラクション・ベイビーズ』で商業映画デビュー。第69回ロカルノ国際映画祭最優秀新進監督賞や第38回ヨコハマ映画祭新人監督賞を受賞し、作品も高い評価を受け注目を集めた。
2018年、『宮本から君へ』がテレビドラマ化となり、脚本・演出すべて手掛け、翌年には映画化され監督を務める。2019年4月より新進芸術家海外派遣制度により1年間、アメリカ・マサチューセッツ州ケンブリッジに留学。この年公開された映画『宮本から君へ』が高い評価を受け、第62回ブルーリボン賞、第32回日刊スポーツ映画大賞、第34回高崎映画祭で監督賞を受賞する。

## フィルモグラフィー

### 長編映画
- ラッシュライフ（2009年）※ 遠山智子、野原位、西野真伊と共同監督。
- イエローキッド（2009年）
- ディストラクション・ベイビーズ（2016年） ※ 脚本は喜安浩平と共同で担当[8][9]
- 宮本から君へ（2019年）
- Dear Stranger ディア・ストレンジャー（2025年）

### 短編・中編映画
- ほぞ（2001年）
- 極東のマンション（2003年）
- 車のない生活（2004年）
- マリコ三十騎（2004年）
- ニコラの橋（2007年）
- NINIFUNI（2011年）
- 緊急事態宣言「MAYDAY」（2020年）
- COYOTE（2021年、CINEMA FIGHTERS project「昨日より赤く明日より青く」内）

### テレビ
- あすなろ参上！（2013年、NOTTV）
- ノーコンキッド #09 トゥルー・ラブストーリー（2013年、テレビ東京）
- ディアスポリス 異邦警察（2016年、TBS）
- 宮本から君へ（2018年、テレビ東京）

## 受賞歴
2010年
- 第20回 日本映画プロフェッショナル大賞・新人監督賞 - 『イエロー・キッド』
- 第25回高崎映画祭・若手監督グランプリ - 『イエロー・キッド』

2016年
- 第69回ロカルノ国際映画祭・新進監督コンペティション部門・最優秀新進監督賞 - 『ディストラクション・ベイビーズ』[14]
- 第38回ヨコハマ映画祭・新人監督賞 - 『ディストラクション・ベイビーズ』

2019年
- 第32回日刊スポーツ映画大賞・石原裕次郎賞・監督賞 - 『宮本から君へ』[15]
- 第34回高崎映画祭・最優秀監督賞 - 『宮本から君へ』[16]
- 第62回ブルーリボン賞・監督賞 - 『宮本から君へ』[17]